# Rafael Vara López
Rafael Vara López (Madrid, 20 de marzo de 1904-ibídem, 2 de agosto de 1982) fue un médico cirujano español.

## Biografía
Tras realizar el bachillerato en los Hermanos Maristas y en el Instituto San Isidro de Madrid, comenzó la carrera de Medicina en 1919 y la terminó en 1926, con premio extraordinario de licenciatura. 
Fue alumno interno del Hospital de San Carlos, de la Beneficencia Provincial de Madrid y de la General del Estado, con profesores como Gregorio Marañón. Entre 1921 y 1926 se formó en el Laboratorio de Histología dependiente de la Junta para la Ampliación de Estudios, con Pío del Río Hortega. Y durante 1925 se formó en el Laboratorio de Fisiología dirigido por Juan Negrín. También, becado por la JAE, completó sus estudios en Berlín.
En 1927 obtuvo la plaza de Médico de Guardia de la Beneficencia Provincial de Madrid, así como una beca para ampliar estudios en el extranjero, volviendo nuevamente a la Clínica Quirúrgica Universitaria de Koenigsberg, donde preparó su tesis doctoral: Osteodistrofia fibrosa, contribución a su estudio experimental y clínico, leída en 1931 con premio de la Real Academia de Medicina. 
En 1928, con 24 años,  consiguió la plaza de director y cirujano jefe de los Establecimientos Provinciales de la Beneficencia de Burgos, cargo que desde 1941 compaginó con su trabajo privado en la conocida como clínica Vara, al tiempo que continuaba su especialización en otros países.
Modernizó el Hospital Provincial de Burgos y en 1931 puso en funcionamiento un renovado pabellón quirúrgico, en el que instaló el primer electroencefalógrafo que existió en España. El centro fue inaugurado por Gregorio Marañón y Pío del Río Hortega. El edificio donde estuvo instalado el pabellón quirúrgico, conocido en su momento como Hospital Divino Vallés, pasó luego a ser la residencia universitaria San Agustín, propiedad de la Diputación Provincial de Burgos.
Durante la guerra civil, estuvo al servicio del ejército en el franquista.

## Docencia
- En 1935 tomó posesión de la cátedra de Patología y Clínica Quirúrgica de la Facultad de Medicina de Cádiz, adscrita a la Universidad de Sevilla, pero ese mismo año solicitó la excedencia y volvió a Burgos.
- En 1944 ocupó la cátedra de Patología y Clínica Quirúrgicas en la Universidad de Valladolid.
- En 1953 obtuvo la cátedra de Patología y Clínica Quirúrgica de la Universidad Central de Madrid, hoy día Universidad Complutense.
- Organizó cursos de verano para postgraduados de un mes de duración en Burgos, durante 1954, 1955 y 1956.
- En 1957 fue nombrado director de la recién creada Escuela Profesional de Neurocirugía de España, cargo que ejerció hasta su jubilación.
- En 1968 le nombraron director del Servicio de Cirugía Experimental del Consejo Superior de Investigaciones Científicas del Patronato Alfonso X el Sabio.

## Fondos documentales
Su hijo, Rafael Vara Thorbeck, donó al Ayuntamiento de Burgos los fondos formados por historias clínicas de pacientes atendidos en el Hospital Provincial de Burgos, la Clínica del Dr. Vara y la Clínica de San Francisco de Asís de Madrid entre 1927 y 1977, así como documentación administrativa, correspondencia profesional y personal y documentación docente (discursos, conferencias, curricula de alumnos, diapositivas, etc.) y fotografías.

## Reconocimientos
En 1959 fue condecorado con la Gran Cruz de la Orden de Alfonso X el Sabio. En 1962 fue nombrado hijo adoptivo de la provincia de Burgos y académico de número de la Real Academia Nacional de Medicina. Doctor honoris causa por la Universidad de Granada en 1980. Donde estuvo su clínica en Burgos, hoy día calle Trinidad n.º 1, se conserva un pabellón utilizado para servicios municipales, junto al parque bautizado en su honor (donde antiguamente se encontraba el convento de la Santísima Trinidad).